# Rudolf Marcinowski

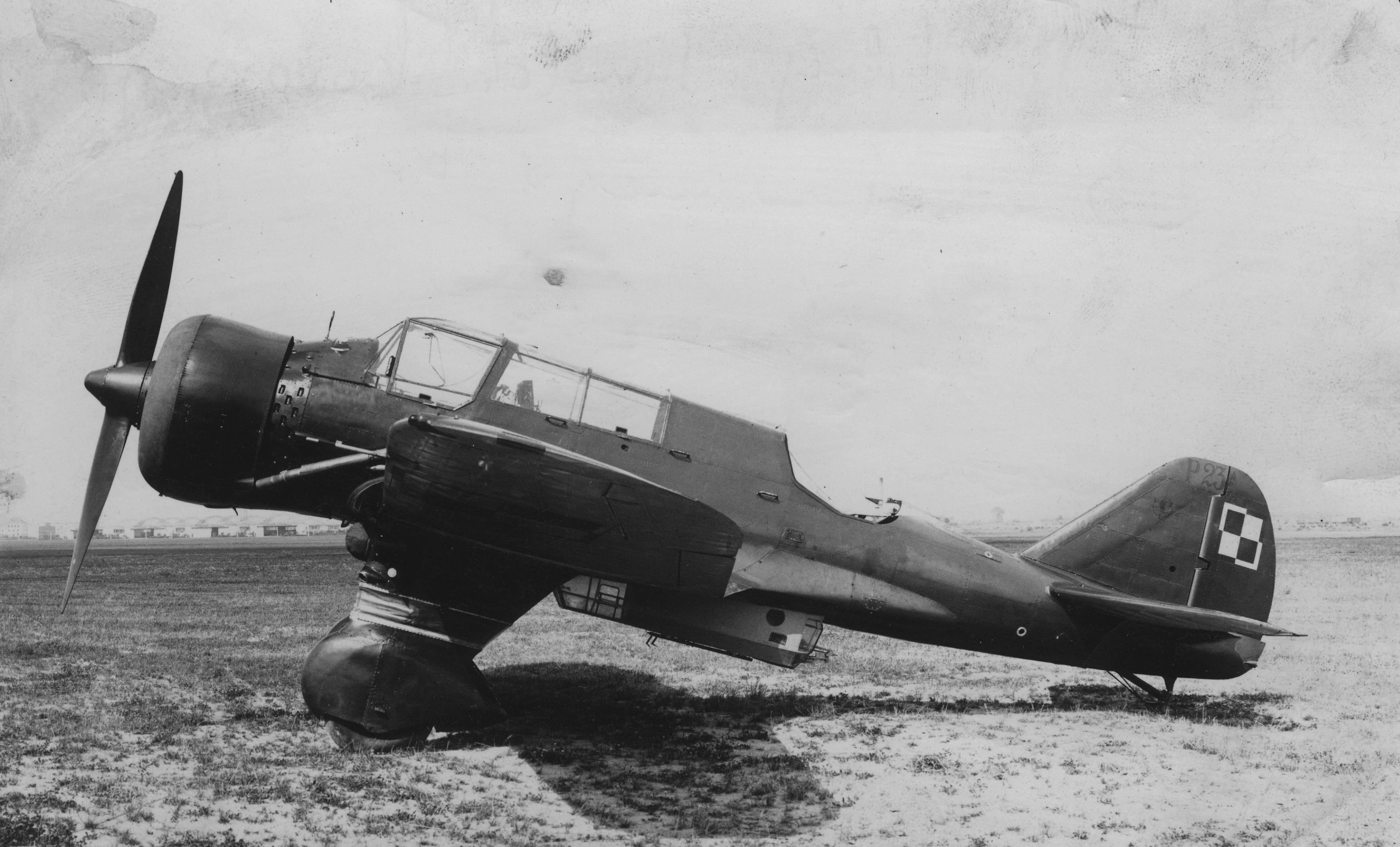
Samolot PZL.23 Karaś, taki, na jakim zginął kpt. Rudolf Marcinowski

Rudolf Stanisław Marcinowski (ur. 12 kwietnia 1902 w Kołomyi, zm. 10 sierpnia 1938 pod Bibicami) – oficer Wojska Polskiego II RP, kapitan obserwator, zginął w wypadku lotniczym.

## Życiorys
Po zdaniu matury w seminarium nauczycielskim wstąpił w czerwcu 1920 roku ochotniczo do Wojska Polskiego. Walczył w 11 Karpackim pułku artylerii polowe. Po demobilizacji, we wrześniu 1923 roku wstąpił do Szkoły Podchorążych Piechoty w Warszawie, którą ukończył z 3. lokatą i stopniem podporucznika. Został przydzielony do 36 pułku piechoty Legii Akademickiej, ale w 1927 roku zwrócił się o skierowanie do szkoły balonowej, którą ukończył w 1928 roku i został przydzielony do 1 batalionu balonowego, w którym służył na stanowisku oficera oświatowego, a następnie dowódcy plutonu.
We wrześniu 1936 roku został skierowany do Centrum Wyszkolenia Oficerów Lotnictwa w Dęblinie na kurs aplikacyjny w grupie obserwatorów dla oficerów lotnictwa. W sierpniu 1937 roku, po ukończeniu tego kursu (z wyróżnieniem), dostał przydział do 2 pułku lotniczego stacjonującego w Krakowie. Objął tam stanowisko młodszego oficera w 21 eskadrze liniowej.
Zginął w wypadku w czasie lotu ćwiczebnego w trudnych warunkach atmosferycznych, pilotując samolot PZL-23B „Karaś”.

## Awanse
- podporucznik – ze starszeństwem z dniem 15 sierpnia 1926 roku
- porucznik – 15 sierpnia 1928 roku
- kapitan  – 1937.

## Odznaczenia
- Srebrny Krzyż Zasługi
- Medal Pamiątkowy za Wojnę 1918–1921
- Medal Dziesięciolecia Odzyskanej Niepodległości

## Życie rodzinne
Był synem Antoniego i Marii. Ożenił się 29 marca 1938 roku z Marią Czesławą Mrówką. Maria urodziła ich córkę, Małgorzatę, późniejszą Marcinowską-Lawerę (ur. w 1939 roku).